# Feixa Plana
La Feixa Plana és un paratge a cavall dels termes municipals de Sant Quirze Safaja, a la comarca del Moianès, i de Sant Martí de Centelles, de la d'Osona.
Està situada a llevant de Can Bernat i al nord-est de Cal Mestre, a llevant del punt quilomètric 7,5 de la carretera C-1413b, al sud-est de la Solella de Can Bernat.